# Express Yourself (Madonna-dal)
Az Express Yourself című dal az amerikai énekes-dalszerző Madonna második kimásolt kislemeze a Like a Prayer című negyedik stúdióalbumáról. A dal 1989. május 9-én jelent meg a Sire Records kiadásában. A dal szerepel Madonna első válogatásalbumán, a The Immaculate Collection című lemezen, és a 2009-es "Celebration" című válogatás albumon is. Az "Express Yourself" volt az első dal, melyet Madonna és Stephen Bray együtt írták az album számára. A dal tisztelgés volt a Sly and the Family Stone nevű amerikai funk / soul együttesek felé. A dal fő inspirációja a nők felhatalmazása, arra buzdítva őket, hogy soha ne legyen másodikak, és mindig fejezzék ki érzéseiket.
Az "Express Yourself" egy vidám dance-pop dal funk elemekkel, melyekben dobhangok, elektronikus taps, szaxofon, és ütőhangszerek találhatóak. A dalszövegek az anyagi örömök elutasításáról szólnak. Az "Express Yourself" pozitív értékelést kapott a kritikusoktól, akik gratuláltak a dalhoz, mely a nemek közötti egyenlőségekről, és az elnyomott nők bátorításáról szólnak. A dal a Billboard Hot 100-as lista 2. helyezettje volt, és Madonna nyolcadik slágere az European Hot 100 Singles listáján. Kanadában és Svájcban is első helyezett volt a dal, sok más országban pedig Top 5-ös helyezést ért el.
A dalhoz tartozó videót David Fincher rendezte. A klipet az 1927-es Fritz Lang féle Metropolis című film ihlette. A zenei videó költségvetése 5 millió dollár volt, mely 2019-es árfolyamon 10,31 millió dollárt tesz ki. Ez volt minden idők legdrágább videoklipje. A klip egy nagy felhőkarcolókkal és vasútvonalakkal teli várost ábrázolt. Madonna egy elbűvölő hölgy szerepében volt látható lánccal a nyakában, mellyel a mazochistaként volt látható. Körülötte izmos férfiak láthatóak, melyek közül végül Madonna az egyiket választja. A férfit Cameron Alborzian modell játszotta. A kritikusok megemlítették a videóban a női szexualitás ábrázolását, valamint Madonna férfias hajlamát.
Az "Express Yourself" című dalt Madonna négy világturnén adta elő, és a dalt a Glee tv sorozat szereplői is feldolgozták a "The Power of Madonna" című epizódban, mely a Fox Tv-n volt látható. A dal és a videó a szabadság kifejezésének és a feminista szempontoknak, valamint a posztmodern természetnek a definíció ellenállásának felel meg. A dalt később olyan művészek is feldolgozták, mint a Spice Girls, Christina Aguilera vagy Lady Gaga.

## Előzmények

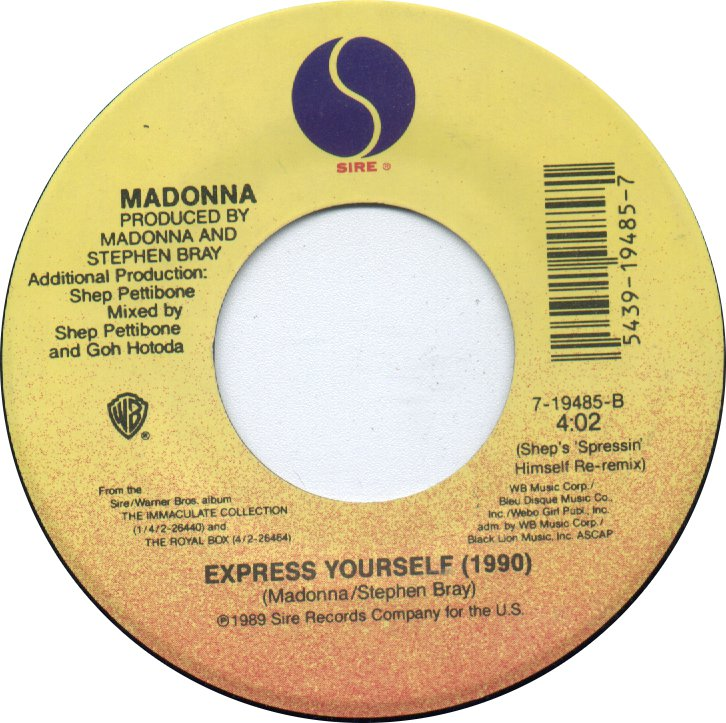
Az "Express Yourself" című dal amerikai kislemez kiadása

Az "Express Yourself" című dal a második kislemezként került kiadásra a 4. Like a Prayer című stúdióalbumról 1989. május 9-én. A kislemez B. oldalán a már korábban önálló kislemezként is megjelent The Look of Love című dal szerepelt, mely a Who’s That Girl című film egyik betétdala. Amikor Madonna elkezdett dolgozni a 4. stúdióalbumát, sok lehetőséget fontolgatott, és mérlegelte, milyen zenei irányzat felé induljon. Bizonyos dolgok voltak a fejében ezzel kapcsolatban, ideértve a volt férjével Sean Penn-nel való zátonyra futott házassága, valamint gyermekként elveszített édesanyja, és az Istenbe vetett hite, melyről azt mondta, hogy soha nem szabad erről nyíltan beszélni, és megosztani a nyilvánossággal. Rájött, hogy együtt nőtt fel a tini közönséggel, azonban itt volt az ideje, hogy megcélozza a szélesebb közönséget is, és pénz szerezzen az albumok eladásával. Madonna azt akarta, hogy új hangja kiszámítható legyen, és jelezze azt, ami divatos, mely a zene változó trendjét tükrözi.
Ahogy Madonna fontolóra vette alternatíváit, Patrick Leonard és Stephen Bray producerek külön-külön elkezdtek kísérletezni különböző hangszeres dalokon, és zenei ötleteikkel, hogy azt megmutassák az énekesnőnek. Az "Express Yourself" volt az első dal, melyet Madonna és Bray együtt készített, és dolgozott rajta az albumra. A dal tisztelgés volt az amerikai soul/funk csapat Sly and the Family Stone előtt. A dal fő inspirációja a nők felhatalmazása, arra buzdítva a nőket, hogy soha ne legyenek másodikak, hogy a szerelmüket próbára tegyék. Mick St. Michael szerző idézte Madonnát:

"A dal mondanivalója az, hogy ha valaki nem fejezi ki magát, ha nem mondja el azt, amit akar, akkor nem fogja megkapni. Ha valaki meg van láncolva, nem tudja megmondani függetlenül attól, hogy az irányítás szempontjából hogyan gondolkodik a szexualitásról, mindig egy hatalmi küzdelemben fog állni..mindig kell egy bizonyos kompromisszum. Amikor az "Express Yourself" című dalt írtam, a világ minden táján élő nőknek üzentem, hogy válasszák az általuk legmegfelelőbb dolgot, még mielőtt a lánc a nyakuk köré tekeredik, és megöli a viselőjét. Vállalni kell azt, amit az ember ki akar fejezni, amit akar, és ugyanolyan jogosultsággal kell egy nőnek is rendelkeznie mint bárkinek.

## Összetétel
Az "Express Yourself" című dal brass hangokkal kezdődik, majd Madonna felszólal: "Come on girls, do you believe in love? 'Cause I got something to say about it, And it goes something like this." Az elektromos taps és a dobok ekkor lépnek be a dalba, majd Madonna elkezd énekelni, magas hangú háttérrel, és vokális textúrával. A kórus közben szaxofon és ütőhangszerek hallatszanak, majd Madonna tovább énekli a dal első versszakát, és egy hegedűhang is hozzáadódik a dalhoz, miután befejezi a refrént. Majd folytatódik a "Make you feel like a queen on the throne, make you love it till you never come down" szöveggel. Egy férfi hang megismétli az utolsó versét. A második verse után szintetizátor lép be, miközben Madonna az "Express express" szavakat énekli, a "Hey, hey, hey, hey" mellett.
Egy kis szaxofon közjáték után egy törés következik, amikor Madonna teljesebben énekel, miközben a dal ütőhangokkal folytatódik. Madonna a dalszöveg végén az "express himself" szöveget mondja, a refrén és a közbenső verse ismétlése után, majd a kórus megjelenésével a dalszövegek megváltoznak az eredeti címre. A dal a "respect yourself" szavakkal végződik. Ebben az egyszerű dalban az "Express Yourself"-et egyértelműen a harmónia vezérli a diatonikus bezáródás elkerülése révén. A dal G-dúrban van írva, de úgy tűnik, hogy tényleges összetétele C-dúr. A dallam első hangja B ♭ major, mely a G Dorian módot jelenti. Ez nyilvánvaló Madonna "Express Yourself" szavainak énekbeli árnyalatában is, melyek kezdetben G-re összpontosulnak, majd egy félhanggal leereszkedik E-mollba, a G Dorian 6. helyére. Az Alfred Publishing Co. Inc. általi megjelent kották szerint a dal 120 BPM /perc ütemű. Madonna hangja G 3 – C 5 között van, az akkordmenet pedig G-F / G-C-G.
Rikky Rooksby a The Complete Guide to the Music of Madonna című könyv szerzője szerint az "Express Yourself" dalszövegei egyszerű szerelmi dallá vállnak, melyben Madonna arra ösztönzi a nőket, hogy mindig fejezzék ki érzéseiket, fejezzék ki önmagukat. Lucy O'Brien a Madonna: Like an Icon szerzője "feminista fegyvernek" hívta a dalt. Santiago Fouz-Hernández szerző szerint a dalszövegek azonosulnak a meleg közönséggel. Amikor Madonna a "Come on girls, do you believe in love?" szöveget énekli, mind a meleg, mind a heteroszexuális nőkkel foglalkozott. Az altexteket az egész dalban alkalmazzák, különösen a  "What you need is a big strong hand, to lift you to your higher ground", where the "big strong hand" című dalszövegben.

## Kritikák
Az "Express Yourself" című dalt a kritikusok általában pozitívan értékelték. J. Randy Taraborrelli a Madonna: An Intimate Biography szerzője a dalt egy funky dance himnusznak nevezte, és pozitívan reagált az üzenetre, melyet a dal közvetített. Stephen Holden a The New York Times munkatársa szerint Madonna visszautasította a korábbi Material Girl (1984) című dalának filozófiáját az "Express Yourself" című dalban, melyet egy 30 éves életének a lázadás által árnyékolt elképzeléseként írja le, katolikus fájdalmaival együtt. Carn James egy másik cikkben a dalt az egyik legbüszkébb dallá nyilvánította. Santiago Fouz-Hernández és Freya Jarman-Ivens a Madonna Drowned Worlds című könyvében dicsérte a dalszöveget, mely nyilvánvalóan támogatja a nemek közötti folyékonyságot a nemek közötti egyenlőség felé vezető úton. A Madonna As Postmodern Myth című könyvében Georges Claude Guilbert újságíró a dalt a szabadság himnuszának nevezte, melyben ösztönzik minden elnyomott nőt, hogy ellenálljanak, és ötleteiket fejezzék ki.
Mary Cross a Madonna: A Biography című könyvében megjegyezte, hogy a dal mikét köthető a zenei videóhoz, mellyel az a szabadság bizonyságává vált. Allen Metz és Carol Benson a Madonnával foglalkozó esszékben rámutattak arra, hogy mikét támadta meg a patriarchális, rasszista és kapitalista konstrukciókat, miközben a "self" szót ejtette ki a "Express Yourself" kifejezésben. Hozzátették, hogy a "Don't go for second best, baby" nyitó sora átalakította a dalt posztmodernista himnusszá.  Scholar Sheila Whiteley a Women and Popular Music: Sexuality, Identity, and Subjectivity című könyvében megjegyezte: A szexualitás, identitás és szubjektivitás érdekes volt a pasztisz és a zenei stílus utánozása szempontjából, de mivel Madonna képes manipulálni a képet, az "Express Yourself" nem volt túl meglepő. Mark Bego a Madonna: Blond Ambition könyv szerzője kijelentette, hogy ez a dal, mely a legjobban tükrözi Madonnát, mert aki ismeri, azt sokkolta az "Express Yourself".  O'Brien-t lenyűgözte a dal, és részletes áttekintést adott:

Az "Express Yourself" egy feminista dal, mely izgalmas brass játékkal, és hanggal van ellátva. Madonna az antimaterializmusával arra buzdítja a női közönséget, hogy tartsák tiszteletben magukat. Ez azt jelenti, hogy hiába van egy férfi aki szeret téged, ha nem bánik veled helyesen. (és itt van a forradalmi retorika), akkor jobb, ha inkább egyedül vagy. Madonna, mint női prédikátor hangsúlyozza a dal minden szavát, Istent hívva, és az orgazmus erejét idézve. A dalban Madonna a "Vogue" című dalból idéz egy sort, mellyel megmutatja az introspektív és a túlélési mód felé mozdulását. 

Mary Dean a Rock 'n' Roll Gold Rush: A Singles Un-Cyclopedia című könyvében azt írta, hogy az "Express Yourself" lényege egy nagyon fontos kérdés, a nők felszabadításának kérdése. Kevin Phinney az ausztrál amerikai államiság képviselője megjegyezte, hogy az "Express Yourslef"-fel Madonna kihúzta magát a Material Girl (Anyagias lány) szerepből, megmutatva ezzel, hogy az ő önképe sosem konkrét kép. A dal szövege alapján Ken Blakely a Philadelphia Daily News-től a Like a Prayer album jó ízlésű, ritka dalának nevezte az "Express Yourself"-et. Andy Goldbert a The Jerusalem Post-tól lenyűgözőnek találta a dalt Madonna előadásában, elismerve a dalban lévő lelki hatásokat. J. D. Considine a Rolling Stone magazintól úgy érezte, hogy Madonna a "Come on, girls, do you believe in love?"  kezdeti dalszövegben Madonna okos és egyben pimasz is.  Don McCleese (Chicago Sun-Times) a dalt az album egyik legfontosabb dalának nyilvánította, és úgy gondolta, hogy ebből himnusz lesz. Sal Cinquemani a Slant magazintól felülvizsgálta a Like a Prayer albumot, és az "Express Yourself" című dalt a leglelkesebb dalnak nevezte Madonna karrierje során. Hozzátette, hogy Madonna a "Material Girl" imázsát fordította a fejére, elárulva az anyagi dolgokat egy kis tiszteletért. Stephen Thomas az AllMusic-tól a dalról azt írta, hogy egy deep funk stílusú dal.

## Sikerek
Az Egyesült Államokban az "Express Yourself" volt a legnagyobb debütáló kislemez a 41. helyen a Billboard Hot 100-as listán az 1989. június 3-i kiadásnál, majd négy hét után a lista 6. helyére került. Végül a dal a 2. helyen állt meg a listán, és két hétig volt ebben a pozícióban, ahol először Simply Red "If You Don't Know Me by Now" című dalával versenyzett, majd a következő héten Martika "Toy Soliders" című dalával. "Express Yourself" was present for a total of 16 weeks on the Hot 100, and placed at number 55 on the year-end chart. Az "Express Yourself" összesen 16 hétig volt a Hot 100-as listán, és az évvégi összesített listán az 55. helyet sikerült megszereznie. A dal szintén helyezett volt a Billboard Hot Dance Club Songs listáján is, valamint a Hot Adult Contemporary listán, ahol 12. helyezett volt. A kislemezből az Egyesült Államokban 500.000 példányt értékesítettek, melynek során az Amerikai Hanglemezgyártók Szövetsége arany minősítéssel díjazta az eladást. Kanadában a dal a 82. helyeyn debütált az RPM Singles listán, majd a 9. héten elérte a csúcsot. A listán összesen 17 hétig tartózkodott, és Kanadában 1989-ben ez volt a nyolcadik legkelendőbb kislemez.
Ausztráliában az "Express Yourself" 1989. június 4-én debütált az ARIA Singles kislemezlista 36. helyén. Öt hét után a dal az 5. helyre került, majd egy hét után hátrébb szorult a listán. A dal összesen 19 hétig volt slágerlistás helyezés, melyet az Ausztrál Hanglemezgyártók Szövetsége arany minősítéssel díjazott az eladott 35.000 példányszám alapján. Az ARIA összesített év végi listáján a dal a 28. helyezett volt. Új-Zélandon a dal a RIANZ kislemezlistán az 5. helyen debütál, majd a 2. helyre került három hét után. Összesen 12 hetet eltöltve a listán.
Az "Express Yourself" 1989. június 3-án debütált az Egyesült Királyság kislemezlistáján a 10. helyen. A rá következő héten az 5. helyre sikerült jutnia. A dal az 1989-es év 20. legkelendőbb kislemeze volt az országban. Az eladások alapján a Brit Hanglemezgyártók Szövetsége ezüst minősítéssel díjazta az eladott 200.000 példányszámot. A hivatalos adatok szerint a kislemezből 209.000 példányt értékesítettek.  Az "Express Yourself" Madonna 8. első helyezést elért dala volt az European Hot 100 kislemezlistáján, melyet 1989. július 1-én ért el, három hetet töltve a csúcson. Belgiumban a dal az Ultratop lista 16. helyén debütált 1989. június 10-én, és végül a 3. helyre jutott. Hollandiában a 27. helyen debütált a holland Top 40-es listán, majd július 1-én 5. helyezett lett. A dal Németországban a 3. helyezett volt, ahol két hétig maradt ebben a pozícióban, összesen 18 hetet eltöltve a listán. Svájcban a dal 1989. június 11-én debütált, majd a hetedik hét után az első helyezett lett. Ez volt Madonna harmadik első helyezést elért dala az országban.

## Videóklip

### Fejlesztés
A videoklipet David Fincher rendezte, és 1989 áprilisában forgatták a Culver Stúdióban a Kaliforniai Culver City-ben. A klip producer Gregg Fienberg volt, aki a Proaganda Film égisze alatt felügyelte a forgatást. A klip előkészületeiben Scott Chestnut fényképész, Mark Plummer és  Vance Lorenzini mint produkciós tervezők vettek részt. A klipet az 1927-es Metropolis című Fritz Lang féle klasszikus film ihlette, mely a "Without the Heart, there can be no understanding between the hand and the mind" című epigráfot tartalmazta a film végén. A videóban a Shep Pettibone általi remixet használták fel, nem az album verziót. A klip teljes költségvetése 5 millió dollár volt, mely 2019-es árfolyamon 10,31 millió dollárt tett volna ki, így ez volt minden idők legdrágább videoklipje. Az "Express Yourself" világpremierje 1989. május 17-én volt az MTV-n, és három héten keresztül exkluzívnak számított a csatornán, melyet minden órában sugároztak. A videóban Madonna elbűvölő hölgyként, és megláncolva is látható, mint egy mazochista, körülötte izmos férfiakkal, melyek közül választ magának egy férfit, akit Cameron Alborzian modell játszott. Amikor Fincher elmagyarázta Madonnának a dal fogalmát, ő úgy döntött, hogy férfias személyiségeket ábrázol. Abban az időben Warren Beatty-t is felkérte Madonna, hogy játssza el a klipben a gyárban dolgozó rabszolgát, azonban Beatty visszautasította azt arra hivatkozva, hogy Madonna a klipet szexuális képességeinek bemutatására használta fel, melyben Beatty nem kívánt részt venni. A klipben magas felhőkarcolók, gyári munkások, és egy nagy város képei látszanak háttérként. Madonna a videóról így beszélt:

A klip előkészületeiben mindent megfigyeltem. A szettek felépítését, a jelmezeket, tartottam a kapcsolatot a sminkessel, a fodrásszal, az operatőrrel. A castingon a megfelelő cicát kellett kiválasztanom a kliphez. Olyan volt az egész mint egy rövidfilm. Alapvetően leültünk közösen, és átbeszéltük a dolgokat, ötleteket, amiket elképzeltünk a videóba. Nekem is volt néhány ötletem, mint például a macska, a Metropolis. A dolgozó emberek. 

Madonna viccesen megemlítette a BBC-n futó Omnibus című sorozatban egy interjú során, hogy a videó fő témája a macska metafora volt, hogy a Cica uralja a világot. Az a gondolat, hogy a macska nyalja a tejet, majd ráönti, a rendező ötlete volt, azonban Madonnának ez nem tetszett.

### Összegzés
A videóban felhőkarcolók, és vasútvonalak láthatóak, melyek egy város képét mutatják. Egy gyár tölcséréből nagy gőz fúj ki, ahol nagy gépek is láthatóak. A fekete ruhát viselő Madonna egy dühösnek látszó hattyú szobor hátuljánál jelenik meg, és azt mondja: "Come on girls, do you believe in love?" Ezt követi a kórus,mely során láthatóvá válik a gyár belső területe, ahol a munkás rabszolgák dolgoznak a gépeken, miközben az eső folyamatosan esik rájuk. A füsttel teli környezetben látható dolgozó férfiak levetik az ingüket, miközben a víz fröcsköl rájuk. Madonnát ezután világoszöld ruhában láthatjuk, egy fekete öreg macskát tartva az ölében, miközben átnéz a gyárra a penthouse irodájának nappalijából. Az első verse éneklésekor a munkások előre betanult mozdulatokat táncolnak a gyárban. Madonna a kanapén fekszik, miközben a macska elmenekül tőle, amikor éneklése a hangszóróból megszólal, melyet a gyár tulajdonosa is hall. Ő idegesen hallja a hangot, majd keresi a hang forrását.
A második verse kezdetével Madonna egy hálószobában látható egy nőies fehérnemű szerű ruhában, miközben különböző fehér hátterek között mozog, és szuggesztív módon táncol, sziluettje a képernyők másik oldaláról tükrözik. Időközben a gyár tulajdonosa tovább gondolkodik arról, honnan jön a hang. Ezután Madonna egy hosszú lépcsőn áll férfias csipesszel ellátott öltönyben, és monoklival. A peronon táncol, néha felfedve melltartóját, miközben két férfi a karjánál fogva húzza. A gyár tulajdonosa eközben élő zenészeket hallgat, Madonna meztelenül fekszik az ágyán, lánccal a nyakán, a másik vége pedig a gyár felé húzódik. Ahogy a tulajdonos a szobában lévő zenészekre hajol, megsimogatja Madonna macskáját, miközben a szoba felé néz.

## Élő előadások
Madonna a dalt először az 1989-es MTV Video Music Awards-on adta elő. Az előadás elején Madonna egy lépcsőről lefelé lépkedve csíkos öltönyben, és monokliban jelent meg.  Később levette kabátját, hogy felfedje mellét, és háttérénekeseivel, Niki Haris-szal, és Donna De Lory-val együtt táncoltak. Ian Inglis, a Performance and Popular Music: History, Place and Time szerzője megjegyezte, hogy Madonna előadásainak történelmi jelentősége van a Video Music Awards díjkiosztón. Inglis elmondta, hogy Madonna előadásmódja elsősorban nagy energiájú provokatív koreográfiával bír, mely bizonyos módon hozzájárult az MTV hálózat kulturális felemelkedésére.

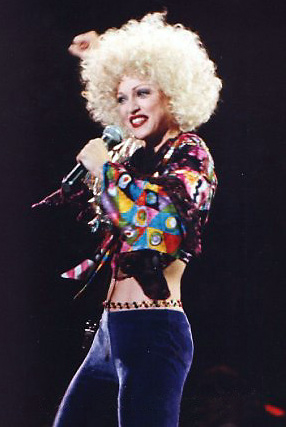
Madonna előadja a dalt a The Girlie Show Turnén (1993)

A dal szerepelt a Blond Ambition World Tour-on 1990-ben, melynek során a Non-Stop Express remix változatot adta elő az Everybody dalszöveggel a bevezetésben. Az előadást a klipben látható díszletek, a Metropolis, és a klipben látható témák ihlették. Az előadás során Madonna férfi táncosai meztelen felsőtesttel táncoltak az acélszerkezetek között. A koreográfia során Madonna megjelent a lépcsőn csíkos öltönyben, melyre lyukakat vágtak, hogy Madonna melltartója láthatóvá váljon, melyet Jean Paul Gaultier tervezett.  A kezében monoklit tartott. Körülötte a női táncosok hasonló ruhában voltak, melynek során egy egész bonyolult koreográfiát adtak elő. A dalnak két különböző előadását rögzítették, az egyik a Blond Ambition – Japan Tour 90, melyet Jokohama-ban 1990. április 27-én rögzítettek, valamint a Franciaországi Live: Blond Ambition World Tour 90-es változatot, melyet augusztus 5-én vettek fel.
A dalt Madonna előadta a Super Bowl XLVI félidei show keretében 2012-ben, Cee Lo Green-nel együtt. Ugyanebben az évben felkerült a The MDNA Tour játszási listájára, a majorette témán belül, mely a show második részének a Prophecy kezdő dalaként szerepelt. A mix a "bring people together" keveréke volt. Madonna a dalt a Miu Miu által tervezett rubinvörös csíkos ruhájában, és fehér csizmában majorette egyenruhában fehér bottal a kezében adta elő. A táncosok hasonló vörös ruhákat viseltek. A dal felénél Lady Gaga "Born This Way" című dalának refrénjét is énekelték, mivel a dal akkordfolyama és dallama nagymértékben hasonlított az "Express Yourself"-ére. Az előadás vége felé Madonna a Hard Candy című 2008-as tizenegyedik stúdióalbumáról a "She's Not Me" című dal refrénjét is elénekelte. A kritikusok pozitívan nyilatkoztak a dalról. Melissa Ruggieri az Access Atlanta-tól úgy érezte, hogy a "Born This Way" című dal refrénének éneklése közben az "Express Yourself" előadásának során Madonna bebizonyította, hogy habár a dal dallamvonala elcsúszik, Madonna tökéletesen Madonna módjára adja elő a dalt a kórus hozzáadásával a "She's Not Me"' című dallal kiegészítve. A dal szerepel a The MDNA World Tour 2013. szeptember 6-án megjelent koncertalbumon is. A "Born This Way" című változat azonban nem szerepel rajta.

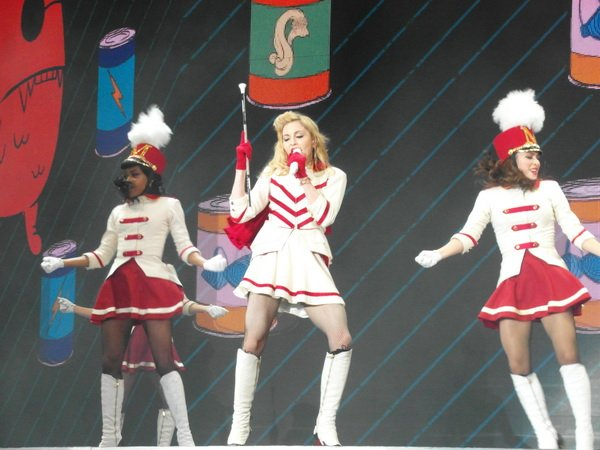
Madonna előadja a dalt a The MDNA Tour keretein belül

Négy évvel később Madonna a dalt előadta a Madonna: Tears of a Clown show keretében 2016. december 2-án a Miami Beach Feena Fórum fesztiválján. A koncertet egy művészeti aukcióval egybekötött vacsorával együtt tartották meg, ahol Madonna alapítványa a Raising Malawi  olyan alapítványokat támogat, mint a James Pediatric gyermekkórház, valamint hogy az ország szegény gyermekeinek művészeti és oktatási kezdeményezéseit segítse elő. 2016. november 7-én Madonna Hillary Clinton elnökválasztási kampányának részeként a Washingtoni Square Parkban a dal akusztikus változatát adta elő.
Madonna a Madame X Tour első fellépésének végén a dal a cappella refrénjét adta elő.

## Hatása
Az "Express Yourself" című dalnak, és videónak is feminista szabadság hordozása van. Maria José Coperiás Aguilar azt állította, hogy a dal az anti-feminista, vagy az USA-ban domináns "visszahúzódás" ideogógiájának összefüggésében helyezkedik el az 1980-as években Ronald Reagan és George W. Bush óta. Aguilar tovább magyarázta, hogy a7 1980-as évek, és az 1990-es éveket az 1960-as évek és 1970-es évek túlzásai elleni konzervatív reakció jellemezte. Ezt a reakciót elsősorban a média feminizmus elleni erőteljes támadásai vezettek, amelyek általában az aktivistákat radikális, keserű embergyűlölő , szeparatista és aktivista, valamint leszbikus embereknek írják le, amelyeket olyan nők feminizációját támogató üzenetek kísérték, amelyek által hajlamosak voltak növelni a nemek közötti kulturális különbségeket. Az "Express Yourself" e reakciók egyikének megcáfolásaként jelent meg.
A dal számos művészt inspirált. A Spice Girls tagja, Melanie Chisholm azt mondta: "Madonna sokáig volt a "girl power" , mielőtt megjelent volna a Spice Girls...Az "Express Yourself" az egyik olyan, amelyet ismerek, és nagyon szeretem, mert megmutatja benne a melltartóját, és a combját." 2010-ben Christina Aguilera azt mondta: "Nagyon szeretem az "Express Yourself" videóját, mert valóban erőteljes, és felhatalmazónak tűnik, melyet mindig a szexualitás kifejezésével próbáltam beépíteni. Szeretem a Madonnával összefüggő dolgokat, mint szemüveg, a füst és a lépcsők". James Montgomery az MTV-től a dalt összehasonlította Aguilera "Not Myself Tonight" című videójával, melyben hasonló jelenetek láthatóak, úgy mint a monokli, a lépcsős jelenet, vagy miközben a földön vonaglik, fekete folyadék folyik rajta. Hasonló hasonlóságokat mutattak ki Lady Gaga 2011-es "Born This Way" című dalában is, mind a tárgy, mind az összetétel szempontjából. "Biztos vagyok benne, hogy Gaga sokat  hivatkozik rám a munkája során" – mondta Madonna egy ABC interjúban. "Amikor hallottam a rádióban a "Born This Way"-t, úgy gondoltam, hogy nagyon ismerősek a dallamok." Gaga maga foglalkozott a dallal a Jay Leno showban, ahol elmondta, hogy e-mailt kapott Madonna képviselőitől, aki megemlítették a "Born This Way" felhasználását. A CNN később bejelentette, hogy Madonna képviselői megtagadták a felhasználást. Az AllMusic emellett feltűnő hasonlóságot fedez fel Kylie Minogue "What Do I Have to Do" című dalában is. "Kylie Minogue mindig erőteljes Madonna befolyásoltságot mutatott ki olyasvalakire, akire készen áll az interjúk során".

## Számlista
| - US 7" vinyl single 1. "Express Yourself" (7" Remix) – 4:30 2. "The Look of Love" (Album Version) – 4:00 - US 12" vinyl single 1. "Express Yourself" (Non-Stop Express Mix) – 7:57 2. "Express Yourself" (Stop & Go Dubs) – 10:49 3. "Express Yourself" (Local Mix) – 6:26 4. "The Look of Love" (Album Version) – 4:00 - UK 3" CD single 1. "Express Yourself" (Non Stop Express Mix) – 7:57 2. "Express Yourself" (Stop & Go Dubs) – 10:49 - German 12" vinyl maxi-single 1. "Express Yourself" (Non Stop Express Mix) – 7:57 2. "Express Yourself" (Stop & Go Dubs) – 10:49 | - Japanese 3" CD single 1. "Express Yourself" (Album Version) – 4:37 2. "The Look of Love" (Album Version) – 4:00 - Japanese CD mini-album 1. "Like a Prayer" (12" Dance Mix) – 7:50 2. "Like a Prayer" (12" Extended Mix) – 7:21 3. "Like a Prayer" (Churchapella) – 6:05 4. "Like a Prayer" (12" Club Version) – 6:35 5. "Like a Prayer" (7" Remix Edit) – 5:41 6. "Express Yourself" (Non-Stop Express Mix) – 7:57 7. "Express Yourself" (Stop & Go Dubs) – 10:49 8. "Express Yourself" (Local Mix) – 6:26 |

## Közreműködő személyzet
- Madonna – dalszerző, producer, ének
- Stephen Bray – dalszerző, producer, rendező
- Bob Rosa – mérnöki munka
- Fred McFarlane – programok
- Bob Ludwig – master
- Bill Bottrell – mixek
- Shep Pettibone – rendező, remixer
- Ritts gyógynövény – borító fotó
- Kama Logan – tipográfia
- Jeri Heiden – borító

## Slágerlista
| Slágerlista (1989)                    | Legjobb helyezések |
| ------------------------------------- | ------------------ |
| Ausztrália (ARIA)                     | 5                  |
| Ausztria (Ö3 Austria Top 40)          | 5                  |
| Belgium (Ultratop 50 Flanders)        | 3                  |
| Kanada Top Singles (RPM)              | 1                  |
| Kanada Dance/Urban (RPM)              | 1                  |
| Denmark (IFPI)                        | 15                 |
| Europe (European Hot 100 Singles)     | 1                  |
| Finland (Suomen virallinen lista)     | 3                  |
| France (SNEP)                         | 7                  |
| Írország (IRMA)                       | 3                  |
| Hollandia (Top 40)                    | 5                  |
| Hollandia (Single Top 100)            | 5                  |
| Új-Zéland (Recorded Music NZ)         | 2                  |
| Norvégia (VG-lista)                   | 4                  |
| Poland (LP3)                          | 2                  |
| Spain (PROMUSICAE)                    | 3                  |
| Svédország (Sverigetopplistan)        | 3                  |
| Svájc (Schweizer Hitparade)           | 1                  |
| Egyesült Királyság (UK Singles Chart) | 5                  |
| US Billboard Hot 100                  | 2                  |
| US Adult Contemporary (Billboard)     | 12                 |
| US Hot Dance Club Songs (Billboard)   | 1                  |
| Németország (Media Control Charts)    | 3                  |

| Slágerlista (1989)                | Helyezések |
| --------------------------------- | ---------- |
| Australia (ARIA)                  | 28         |
| Belgium (Ultratop 50 Flanders)    | 43         |
| Canada Top Singles (RPM)          | 8          |
| Canada Dance/Urban (RPM)          | 22         |
| Europe (European Hot 100 Singles) | 21         |
| Germany (Official German Charts)  | 32         |
| Netherlands (Dutch Top 40)        | 63         |
| Netherlands (Single Top 100)      | 51         |
| New Zealand (Recorded Music NZ)   | 33         |
| Switzerland (Schweizer Hitparade) | 12         |
| US Billboard Hot 100              | 55         |
| US Dance Club Songs (Billboard)   | 12         |

## Minősítések
| Ország                       | Minősítés | Eladás  |
| ---------------------------- | --------- | ------- |
| Ausztrália (ARIA)            | arany     | 35.000  |
| Brazília (Pro Música Brasil) | arany     | 50.000  |
| Hollandia (NVPI)             | arany     | 75.000  |
| Egyesült Királyság (BPI)     | ezüst     | 200.000 |
| Egyesült Államok (RIAA)      | arany     | 500.000 |

## Bibliográfia
| - Aguilar, María José Coperiás (2000), Culture and Power: Challenging Discourses, Universitat de València, ISBN 978-84-370-4429-3 - Batchelor, Bob & Stoddart, Scott (2007), The 1980s, Greenwood Publishing Group, ISBN 978-0-313-33000-1, <https://archive.org/details/1980s0000batc> - Bego, Mark (2000), Madonna: Blonde Ambition, Cooper Square Press, ISBN 0-8154-1051-4 - Benstock, Shari & Ferriss, Suzanne (2004), On Fashion, Rutgers University Press, ISBN 978-0-8135-2033-9, <https://archive.org/details/onfashion00pect> - Bordo, Susan R. & Heywood, Leslie (2004), Unbearable Weight: Feminism, Western Culture, and the Body, University of California Press, ISBN 0-520-24054-5 - Clerk, Carol (2002), Madonnastyle, Omnibus Press, ISBN 0-7119-8874-9 - Cross, Mary (2007), Madonna: A Biography, Greenwood Publishing Group, ISBN 978-0-313-33811-3 - Dean, Maury (2003), Rock 'n' Roll Gold Rush: A Singles Un-Cyclopedia, Algora Publishing, ISBN 0-87586-207-1 - Edwards, Elizabeth & Bhaumik, Kaushik (2009), Visual Sense: A Cultural Reader, Berg Publishers, ISBN 978-1-84520-740-3 - Fouz-Hernández, Santiago & Jarman-Ivens, Freya (2004), Madonna's Drowned Worlds, Ashgate Publishing, Ltd., ISBN 0-7546-3372-1, <https://archive.org/details/madonnasdrownedw0000unse> - Gibson, Michelle & Meem, Deborah Townsend (2002), Femme/Butch: New Considerations of the Way We Want to Go, Psychology Press, ISBN 978-1-56023-301-5 - Gracyk, Theodore (2001), I Wanna Be Me: Rock Music and the Politics of Identity, Temple University Press, ISBN 978-1-56639-903-6, <https://archive.org/details/iwannabemerockmu0000grac> - Guilbert, Georges-Claude (2002), Madonna As Postmodern Myth, McFarland, ISBN 0-7864-1408-1 | - Inglis, Ian (2006), Performance and Popular Music: History, Place and Time, Ashgate Publishing, Ltd., ISBN 978-0-7546-4057-8 - Kellner, Douglas (1995), Media Culture: Cultural Studies, Identity, and Politics Between the Modern and the Postmodern, Routledge, ISBN 0-415-10570-6 - Metz, Allen & Benson, Carol (1999), The Madonna Companion: Two Decades of Commentary, Music Sales Group, ISBN 0-8256-7194-9 - Michael, Mick St. (2004), Madonna 'Talking': Madonna in Her Own Words, Omnibus Press, ISBN 9780711977341, <https://archive.org/details/madonnainherownw0000stmi> - O'Brien, Lucy (2007), Madonna: Like an Icon, Bantam Press, ISBN 978-0-593-05547-2 - Rooksby, Rikky (2004), The Complete Guide to the Music of Madonna, Omnibus Press, ISBN 0-7119-9883-3, <https://archive.org/details/madonnacompleteg0000rook> - Seery, John Evan (1996), Political theory for mortals: shades of justice, images of death, Cornell University Press, ISBN 978-0-8014-8376-9, <https://archive.org/details/politicaltheoryf00seer> - Taraborrelli, Randy J. (2002), Madonna: An Intimate Biography, Simon & Schuster, ISBN 978-1-4165-8346-2 - Tasker, Yvonne (1998), Working Girls: Gender and Sexuality in Popular Cinema, Psychology Press, ISBN 978-0-415-14005-8 - Timmerman, Dirk (2007), Madonna Live! Secret Re-inventions and Confessions on Tour, Maklu Publications Inc, ISBN 978-90-8595-002-8 - Vernallis, Carol (2004), Experiencing Music Video: Aesthetics and Cultural Context, Columbia University Press, ISBN 978-0-231-11799-9 - Whiteley, Sheila (2000), Women and popular music: sexuality, identity, and subjectivity, Routledge, ISBN 0-415-21190-5 |